# Símbolo de gênero
Um símbolo de gênero (português brasileiro) ou género (português europeu) é um pictograma ou glifo usado para representar o sexo/gênero na biologia ou medicina, na genealogia ou nos campos sociológicos da política identitária de gênero e subcultura LGBT.
Em Mantissa Plantarum (1767) e Mantissa Plantarum Altera [en] (1771), Carlos Lineu usava regularmente símbolos astronômicos de Marte, Vênus e Mercúrio — ♂, ♀ e ☿ — para representar plantas 'masculinas', 'femininas' e híbridas, respectivamente.
Os pictogramas modernos usados para indicar banheiros públicos masculinos e femininos — 🚹 e 🚺 —, tornaram-se amplamente usados a partir da década de 1960.

## Biologia e medicina
Os três símbolos sexuais padrão são o símbolo masculino ♂, o símbolo feminino ♀, e o símbolo híbrido ×. Eles foram usados pela primeira vez para denotar o sexo efetivo das plantas (ou seja, o sexo do indivíduo em um determinado cruzamento, uma vez que a maioria das plantas é hermafrodita) por Lineu em 1751. Os símbolos masculino e feminino ainda são usados em publicações científicas para indicar o sexo de um indivíduo, por exemplo, de um paciente. Em biologia, Lineu inicialmente usou o símbolo de Mercúrio ☿, para híbrido, mas o abandonou em favor do sinal de multiplicação, ×, e este é o estilo usado hoje (por exemplo, Platanus × acerifolia para o plátano de Londres, um híbrido natural de P. orientalis (plátano oriental) e P. occidentalis (sicômoro americano)).

## Genealogia
Gráficos de linhagem publicados em artigos científicos agora usam mais comumente um quadrado (□) para homens e um círculo (○) para mulheres. Em heredogramas um losango (◊) é utilizado para definir um sexo indefinido. Na terminologia de parentesco usa-se triângulo (△) para masculino e círculo (○) para feminino.

## Origens
Esses símbolos são derivados das letras iniciais dos nomes gregos antigos dos planetas clássicos Marte, Vênus e Mercúrio e associados aos elementos alquímicos ferro, cobre e mercúrio, respectivamente. Joseph Justus Scaliger especulou que o símbolo masculino está associado a Marte, deus da guerra porque se assemelha a um escudo e uma lança; e que o símbolo feminino está associado a Vênus, deusa da beleza porque se assemelha a um espelho de bronze com uma alça. Estudiosos posteriores julgaram isso como fantasioso, preferindo "a conclusão do erudito francês Claude de Saumaise (Salmasius, 1588–1683) que esses símbolos [...] são derivados de contrações na escrita grega dos nomes gregos dos planetas".
O uso de formas como símbolos de gênero pode ter se originado de diagramas de parentesco em antropologia, onde um círculo representa uma mulher e um triângulo representa um homem. A forma mais antiga de diagrama de parentesco que mostra isso é de 1871: Sistema de Consanguinidade e Afinidade da Família Humana de Morgan. O sistema de W.H.R River migrou para letras grandes para masculino, letras minúsculas para feminino, enquanto nas equações do tipo algébrico, o numerador denota masculino e o denominador feminino. Mais tarde, no Diagrama de Dança de CG Seligman, em 1910, círculos delineados ilustravam as mulheres e os círculos sombreados indicavam os homens.

## Sociologia

### Banheiros públicos
Pictogramas de gênero são frequentemente usados para marcar banheiros públicos.

Símbolos padrão AIGA
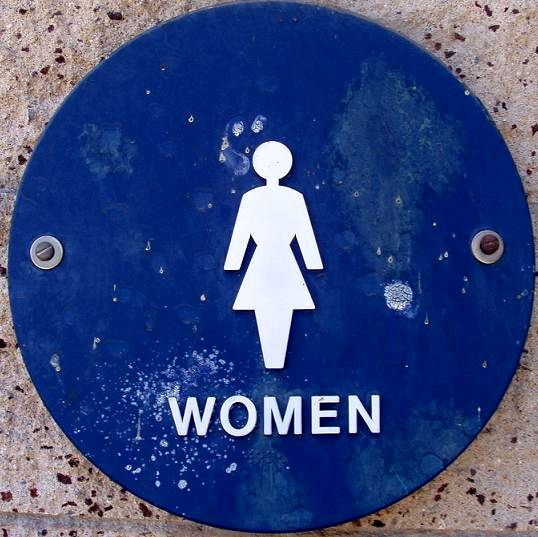
Símbolo de banheiro público feminino
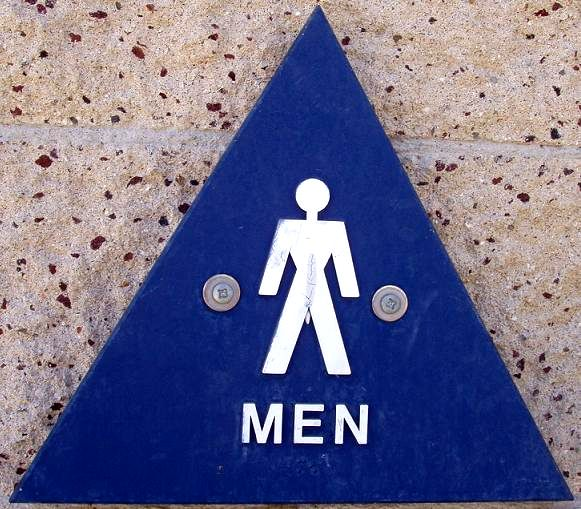
Símbolo de banheiro público masculino
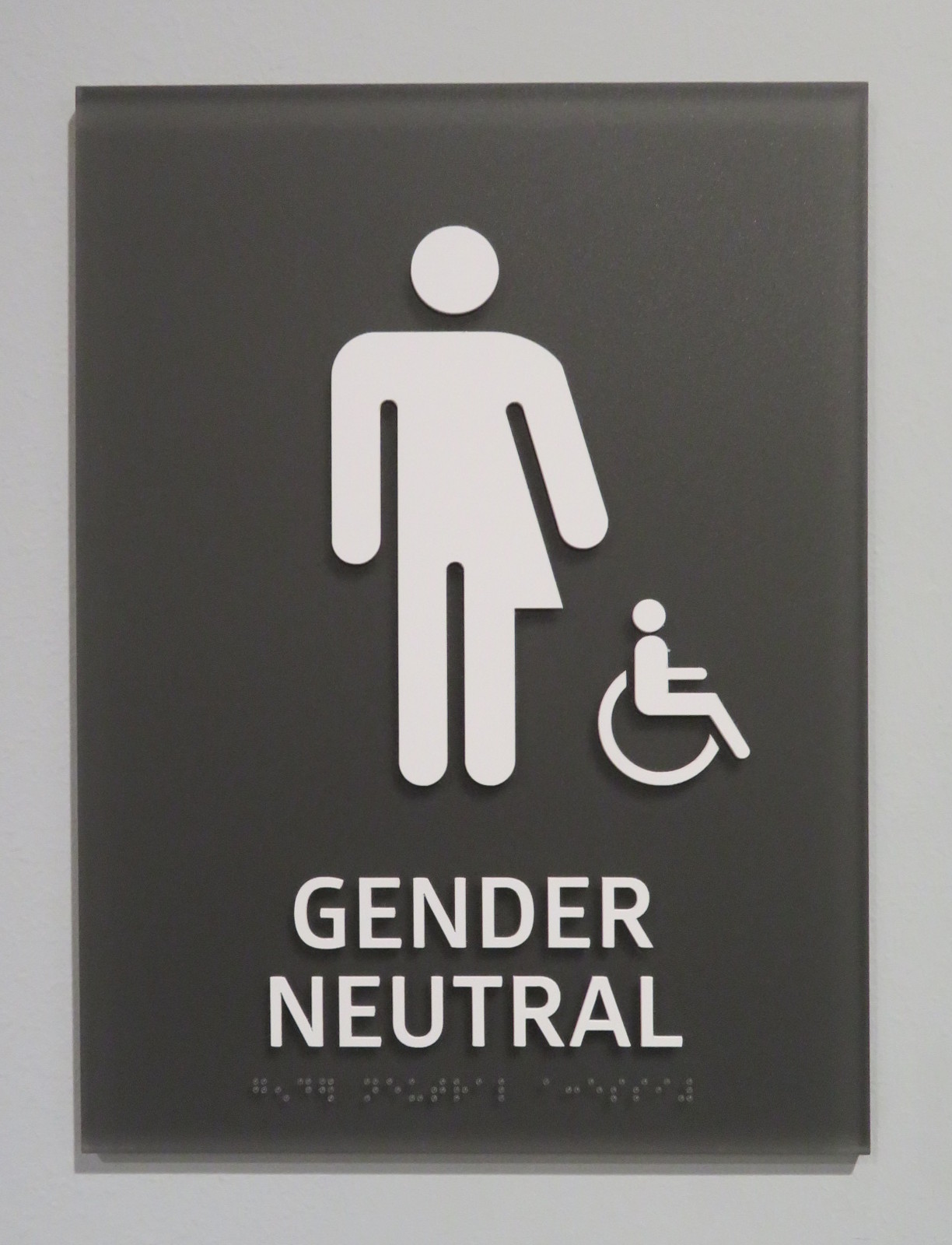
Símbolo de banheiro unissex acessível
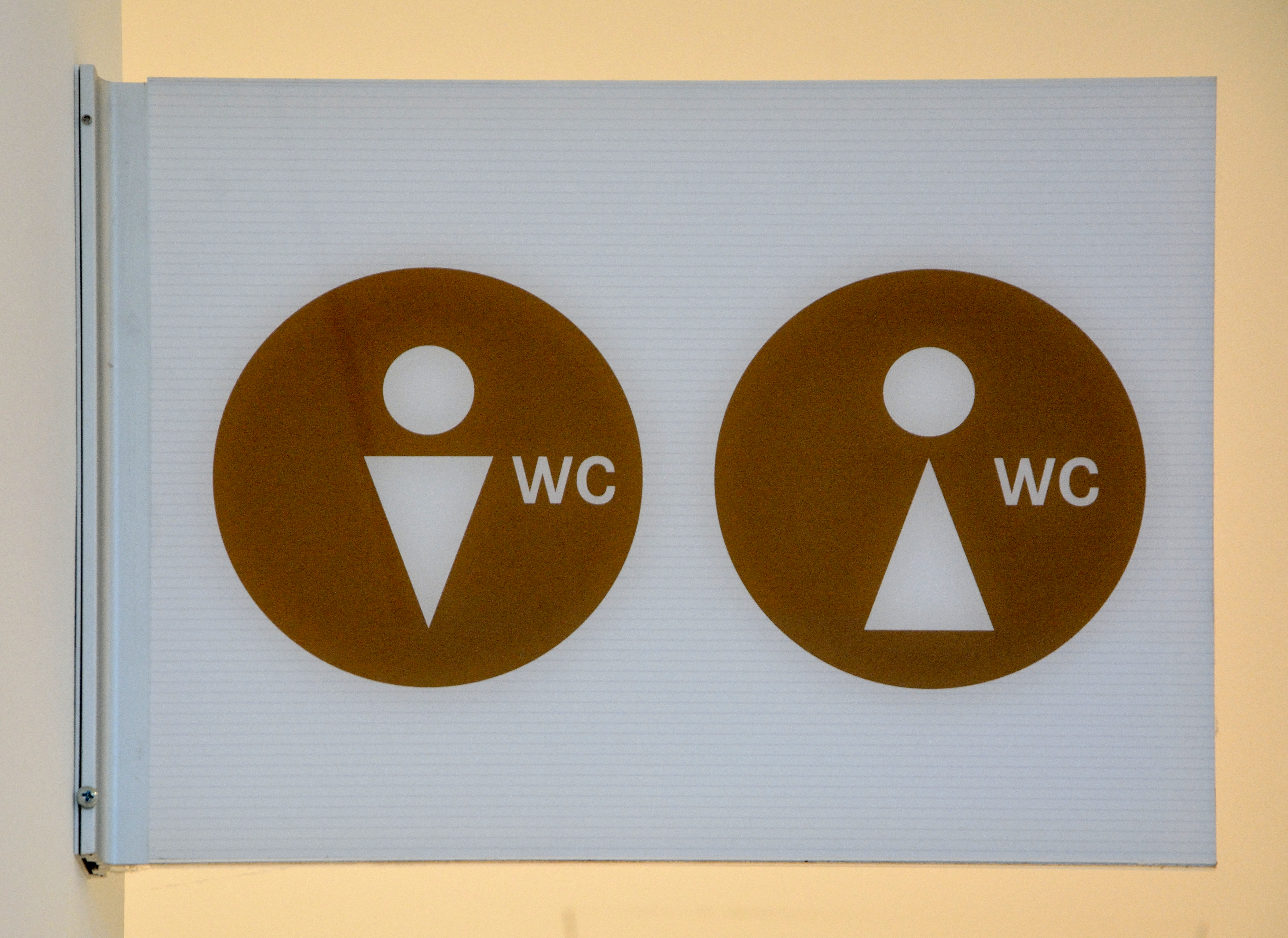
Símbolos triângulo+círculo na Áustria
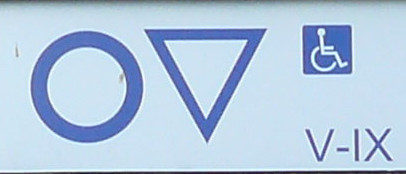
Círculo ○ e triângulo invertido ▽ na Polônia
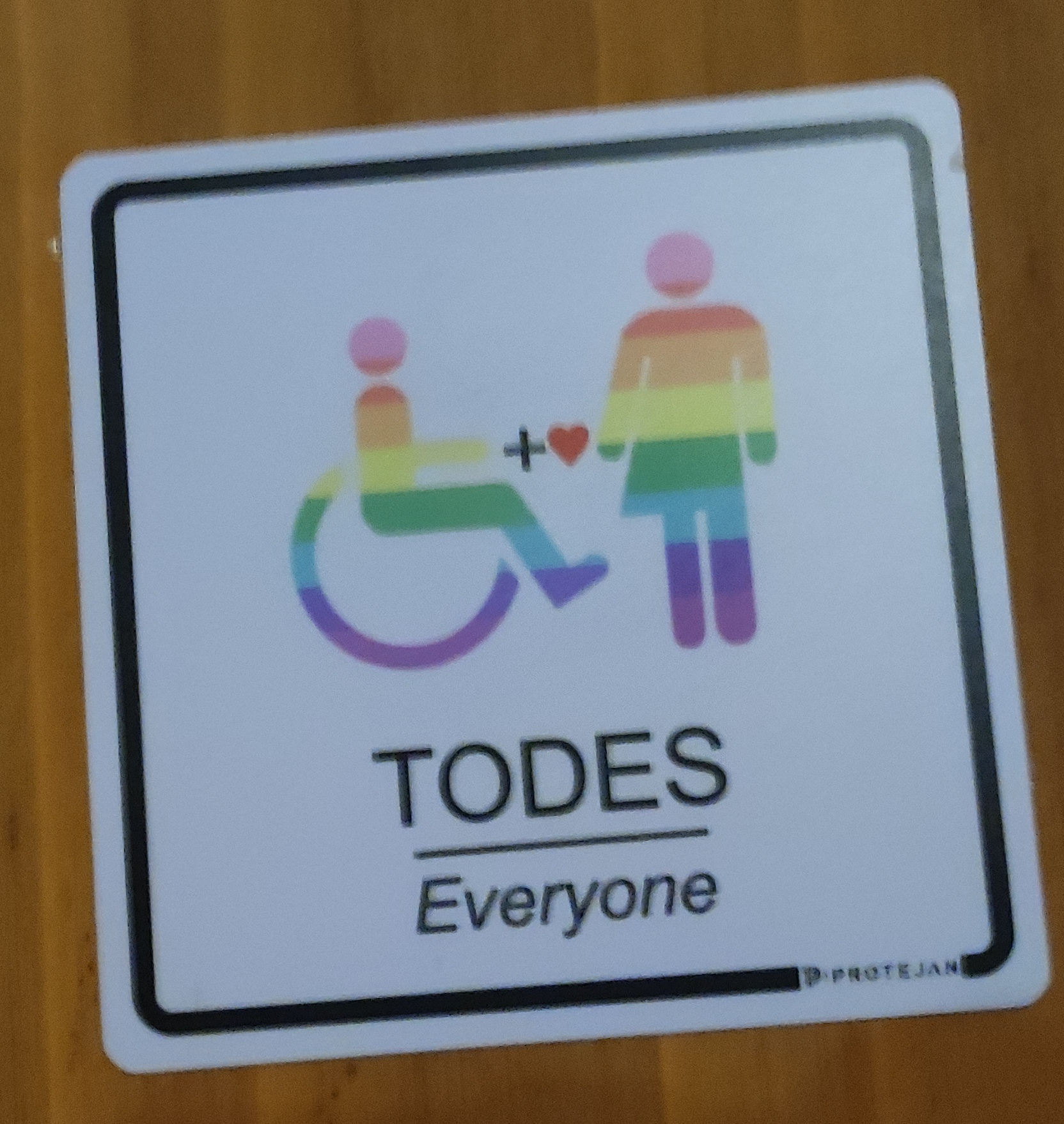
Placa múlti-gênero acessível arco-íris com palavra em gênero neutro e ideograma de coração no Brasil

### Políticas de gênero e orientação sexual
Desde a década de 1970, variações de símbolos de gênero também têm sido usadas para expressar orientação sexual e ideologia política. O primeiro exemplo disso foi o uso de dois símbolos masculinos entrelaçados para representar a homossexualidade masculina. Desde os anos 2000, várias dessas variantes foram introduzidas no contexto da cultura e da política LGBT. Alguns desses símbolos foram adotados no Unicode a partir da versão 4.1 (2005).

## Codificação
| Nome Unicode                             | Símbolo | Símbolo | hex      | dec       | Significado |
| ---------------------------------------- | ------- | ------- | -------- | --------- | --- |
| SINAL FEMININO                           |         | ♀       | U+2640   | &#9792;   | Fêmea (sexo); mulher (gênero); feminino.                                                                                        |
| SINAL MASCULINO                          |         | ♂       | U+2642   | &#9794;   | Macho (sexo); homem (gênero); masculino.                                                                                        |
| SINAL DE MERCÚRIO                        |         | ☿       | U+263F   | &#9791;   | Híbrido, substituído por ×; intersexo.                                                                                          |
| SINAL MASCULINO DUPLO                    |         | ⚣       | U+26A3   | &#9891;   | Homem gay, aquileano, HSH. |
| SINAL FEMININO DUPLO                     |         | ⚢       | U+26A2   | &#9890;   | Lésbica, sáfica, MSM. |
| SINAIS MASCULINO E FEMININO ENTRELAÇADOS |         | ⚤       | U+26A4   | &#9892;   | Bissexualidade; heterossexualidade.                                                                                             |
| SINAL MASCULINO FEMININO                 |         | ⚥       | U+26A5   | &#9893;   | Masculino e feminino; intersexo; andrógino; hermafrodita (em espécies vegetais e animais); bissexualidade; bigênero.            |
| SINAL ANDRÓGINO, MASCULINO E FEMININO    |         | ⚧       | U+26A7   | &#9895;   | Transgeneridade. |
| SINAL DE SETA COM CRUZ                   |         | ⚦       | U+26A6   | &#9894;   | Androginia, andrógine; gênero ambíguo                                                                                           |
| SINAL DE SETA COM CRUZ                   |         | ⚨       | U+26A8   | &#9896;   | Androginia, andrógine; gênero ambíguo                                                                                           |
| SINAL DE SETA COM CRUZ                   |         | ⚩       | U+26A9   | &#9897;   | Androginia, andrógine; gênero ambíguo                                                                                           |
| CÍRCULO BRANCO MÉDIO PEQUENO             |         | ⚬       | U+26AC   | &#9900;   | Assexualidade, assexo (vírus, procariontes, protistas isogâmicos, fungos, algas verdes), agênero; anel de noivado, compromisso. |
| SINAL NEUTRO                             |         | ⚲       | U+26B2   | &#9906;   | Neutrois, neutralidade de gênero, gênero neutro.                                                                                |
| SINAL NÃO BINÁRIO                        |         | 🜬       | U+1F72C  | &#128812; | Não binariedade; sublimação de antimônio.                                                                                       |
| SINAL DA TERRA                           |         | ♁       | U+2641   | &#9793;   | |
| FLECHA DE ERIS                           |         | ⯱       | U+2BF1   | &#11249;  | |
| SINAL DE COMETA                          |         | ☄       | U+2604   | &#9732;   | Não binariedade; cometa. |
| TRIÂNGULO BRANCO APONTANDO PARA CIMA     |         | △       | U+25B3   | &#9651;   | Trígono |
| TRIÂNGULO BRANCO APONTANDO PARA BAIXO    |         | ▽       | U+25BD   | &#9661;   | Operador Hamilton |
| QUADRADO BRANCO                          |         | □       | U+25A1   | &#9633;   | |
| CÍRCULO BRANCO                           |         | ○       | U+25CB   | &#9675;   | |
| TRIÂNGULO CIRCULADO                      |         | 🟕       | U+1F7D5  | &#128981; | |
| SÍMBOLO DE HOMEM                         |         | 🚹︎      | U+01F6B9 | &#128697; | Ícone do homem; banheiro masculino.                                                                                             |
| SÍMBOLO DE MULHER                        |         | 🚺︎      | U+01F6BA | &#128698; | Ícone da mulher; banheiro feminino.                                                                                             |
| BANHEIRO                                 |         | 🚻︎      | U+01F6BB | &#128699; | Símbolo de homem e mulher com divisor; banheiro unissex.                                                                        |

## Galeria

Símbolo feminino
Símbolo masculino
Símbolo feminista[28]
Símbolo masculinista
Símbolo transfeminista[28]
Símbolo heterossexual/heteroafetivo
Duplo Vênus, símbolo lésbico
Duplo Marte, símbolo gay[24]
Símbolo da bissexualidade[29]
Símbolo da bissexualidade feminina
Símbolo da bissexualidade masculina
Símbolo bissexual não binário
Símbolo do infinito bissexual[30]
Símbolo universal transgênero[24]
Símbolo transmasculino
Símbolo transfeminino
Símbolo de Mercúrio, intersexo[24]
Símbolo do infinito, intersexo
Símbolo assexual[24]
Símbolo pansexual[31]
Símbolo polissexual[32]
Símbolo da poliandria ou girlfag
Símbolo da poliginia ou guydyke
Triplo Vênus, poliamor lésbico/sáfico
Triplo Marte, poliamor gay/aquileano
Símbolo asteroide, não-binário, com um asterisco[24]
Símbolo não-binário, com um xis[24]
Símbolo de cometa, não-binário[24]
Símbolo da androginia[24]
Símbolo bigênero[24]
Símbolo intergênero[24]
Símbolo gênero neutro[24]
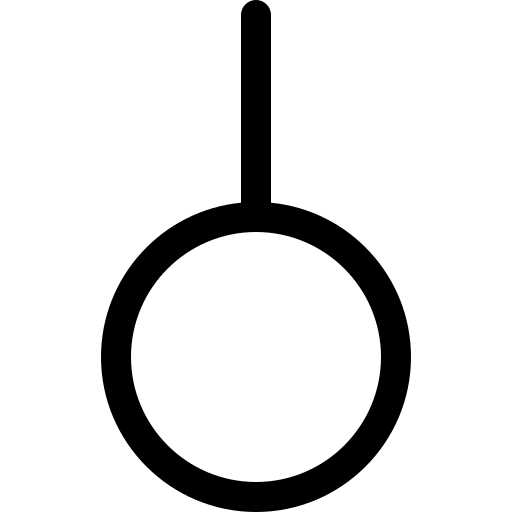
Símbolo neutrois
Símbolo agênero[24]
Símbolo da fluidez de gênero
Símbolo do infinito gênero-fluido
Símbolo epiceno
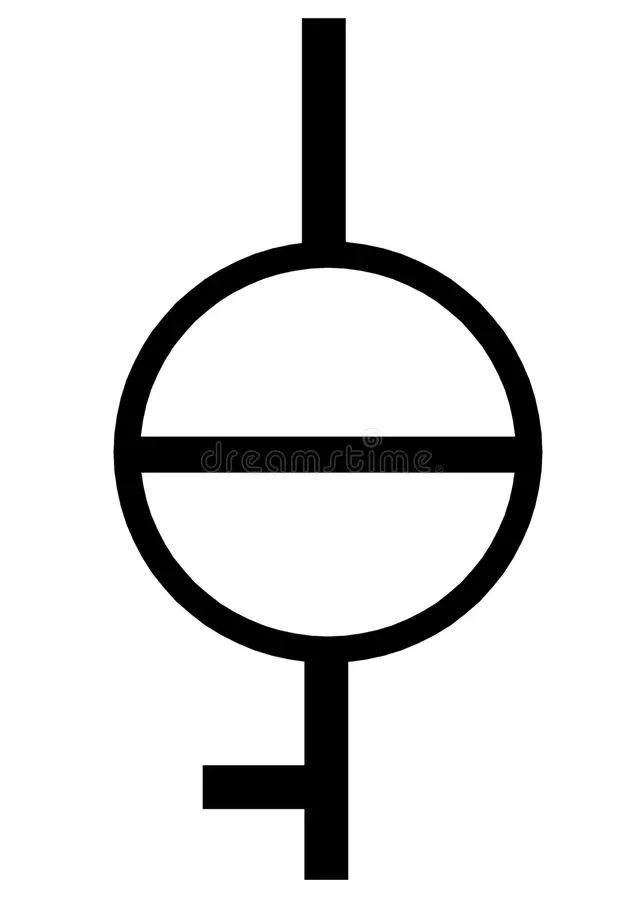
Símbolo demigênero
Símbolo demiboy[24]
Símbolo demigirl[24]
Símbolo pangênero
Símbolo Oberon, de outrogênero/abinário[24]
Símbolo xenogênero[33]
Símbolo gineafetivo
Símbolo androafetivo
Símbolo ceteroafetivo
Símbolo questionante
Símbolo da destransição